# Ulpien
Ulpien (en latin : Domitius Ulpianus), né entre 163 et 170 à Tyr et et mort en 223 à Rome, est un homme politique et juriste romain du début du IIIe siècle.

## Biographie
Ulpien est originaire de Tyr, né entre 163 et 170 selon les historiens modernes. Sa ville natale lui éleva une colonne avec une inscription honorifique qui résume sa carrière à Rome, Ulpien devait probablement être issu d'une bonne famille de citoyens romains, de rang équestre. D'après la peu fiable Histoire Auguste, il fut d'abord assesseur du préfet du prétoire Papinien, un autre juriste célèbre, de 205 à 211 sous Septime Sévère et Caracalla. 
Après l'assassinat de Caracalla en 217, le nouvel empereur Élagabal le chasse de Rome. Mais son successeur Alexandre Sévère le fait préfet de l'annone, puis préfet du prétoire en 222 : il est le principal conseiller de l'empereur. L’Histoire Auguste le présente même comme le tuteur du jeune empereur,. Impopulaire auprès de la garde prétorienne pour avoir diminué ses privilèges accordés par Élagabal, il fut tué à l'instigation de  Marcus Aurelius Épagathus sous les yeux d'Alexandre Sévère au cours d'un soulèvement de celle-ci, probablement au printemps 223— la date de 228, déduite de Dion Cassius et longtemps admise, est réfutée au profit de 223 par un papyrus sur la nomination d'Épagathus comme préfet d'Égypte en 224, après la mort d'Ulpien —,.

## Œuvres
Son œuvre de juriste comporte :
- Ad edictum de longs commentaires de l'Édit du préteur ;
- Ad Sabinum sur Massurius Sabinus (traitant du droit civil) ;
- des traités sur les fonctions des différents magistrats ;
- les Institutes, ouvrages destinés à l'enseignement du droit ;
- la première table de mortalité connue[11], qu'on appelle en son honneur table d'Ulpien ;
- une série de traités sur des questions particulières.

Il est l'auteur le plus repris dans le Digeste de Justinien, avec six mille citations.
Certaines de ses formules sont renommées, et furent beaucoup utilisées dans les siècles suivants :
- Jus est ars boni et aequi : le droit est l'art du bon et de l'équitable (phrase reprise à un autre jurisconsulte moins célèbre : Celse) ;
- Consequantur clarissimatus dignitatem : les juges et les avocats ont la plus haute dignité ;
- Est quidem res sancissima civilis sapientia; sed quae pretio nummario non sit aestimanda nec dehonestanda : quaedam enim, tametsi honeste accipiantur, inhoneste tamen petuntur : c’est une chose sainte, en vérité, que la science du droit, mais elle n’est pas à estimer ni à flétrir à prix d’argent : il est des choses qu’ on peut accepter, jamais demander avec honneur ;
- Quod principi placuit legis habet vigorem : ce qui plaît au prince a force de loi ;
- Princeps legibus solutus est : le prince est délié des lois ;
- Quaedam tametsi honesti accipiantur inhonesti tamen petuntur : si les avocats peuvent accepter honnêtement des honoraires ils ne peuvent décemment pas en demander ;
- Nuptias enim non concubitus, sed consensus facit : la validité du mariage tient non pas au fait qu'il soit consommé [ou non], mais en son consentement mutuel[13]. Cette citation est reprise par l'empereur Justinien au sein de son Digeste dans un chapitre consacré au mariage.
- Imbecillitas sexus : expression désignant le sexe faible ;
- Dura lex, sed lex : la loi est dure, mais c'est la loi. Il aurait été le premier à employer cette fameuse phrase.

Il fait trois distinctions majeures du droit, reprenant ainsi la distinction d'Aristote :
- le droit naturel, qui réside dans tout ce que la nature a apporté aux êtres vivants (sans distinction) ; comme le mariage, la procréation, l'éducation des enfants ;
- le droit des gens, ou droit des peuples (jus gentium) est utilisé par les peuples (ce droit n'appartient qu'aux êtres humains) ;
- le droit civil (droit des citoyens romains).

## Législation
Dans la Loi des citations (426), il est mis, avec Papinien, Gaïus, Paul, et Modestin, au rang des cinq juristes dont les avis conservés étaient considérés comme décisifs. Ces cinq juristes sont également cités comme sources principales du Code de Théodose II et du Code de Justinien. 

## Le droit et la justice vus par Ulpien
« Faire du droit impose d'abord de savoir d'où vient ce nom de droit. Il provient de la justice, car, comme l'a défini avec finesse Celse, le droit est l'art du bon et du juste. — 1. À juste titre certains nous appellent « prêtres », car nous cultivons la justice et nous proclamons la connaissance du bon et du juste, séparant le juste de l'inique, distinguant le licite de l'illicite, souhaitant rendre bons les individus, non seulement par la crainte de peines mais aussi par l'encouragement de récompenses, aspirant — si je ne me trompe — à la vraie philosophie, non à la fausse. — 2. Dans cette science, il y a deux branches : le public et le privé. Le droit public, c'est ce qui concerne l'État romain, le privé ce qui intéresse les particuliers. En effet, il est des choses utiles publiquement, d'autres seulement sur le plan privé. Le droit public concerne les choses sacrées, les prêtres, les magistrats. Le droit privé se divise en trois parties, car il est en effet constitué de préceptes naturels, des gens ou civils. — 3. Le droit naturel est ce que la nature a enseigné à tous les animaux. Car ce droit n'est pas propre au genre humain, mais il est commun à tous les animaux qui naissent sur terre ou dans la mer, même aux oiseaux. De là provient l'union du mâle et de la femelle que nous appelons mariage ; de là aussi la procréation des enfants, leur éducation, car nous voyons en effet que tous les autres animaux, même les fauves, sont censés avoir la connaissance de ce droit. — 4. Le droit des gens est celui qui est utilisé par les nations humaines. Il est facile de comprendre ce qui le distingue du droit naturel car, tandis que l'un est commun à tous les animaux, l'autre ne l'est qu'aux seuls hommes. »

— Ulpien, au Ier livre de ses Institutes (Digeste, 1, 1, 1, 1-4)